# Comité national olympique du Lesotho
Le Comité national olympique du Lesotho (en anglais, Lesotho National Olympic Committee) est le comité national olympique du Lesotho, fondé en 1971 et reconnu par le CIO l'année suivante.